# BGL Luxembourg Open 2012
Il BGL Luxembourg Open 2012 è stato un torneo di tennis giocato sul sintetico. È stata la 22ª edizione del BGL Luxembourg Open, che fa parte della categoria WTA International nell'ambito del WTA Tour 2012. Si è giocato a Lussemburgo, in Lussemburgo dal 13 al 21 ottobre 2012.

## Partecipanti WTA

### Teste di serie
| Nazionalità | Giocatore            | Ranking* | Testa di serie |
| ----------- | -------------------- | -------- | -------------- |
| Italia      | Roberta Vinci        | 15       | 1              |
| Germania    | Julia Görges         | 19       | 2              |
| Serbia      | Jelena Janković      | 22       | 3              |
| Belgio      | Yanina Wickmayer     | 23       | 4              |
| Germania    | Sabine Lisicki       | 25       | 5              |
| Romania     | Sorana Cîrstea       | 26       | 6              |
| Austria     | Tamira Paszek        | 27       | 7              |
| Spagna      | Carla Suárez Navarro | 35       | 8              |
| Germania    | Mona Barthel         | 37       | 9              |

* Ranking all'8 ottobre 2012.

### Altre partecipanti
Giocatrici che hanno ricevuto una Wildcard per il tabellone principale:
- Belinda Bencic
- Kirsten Flipkens
- Mandy Minella

Giocatrici passate dalle qualificazioni:

- Garbiñe Muguruza Blanco
- Annika Beck
- Tatjana Maria
- Vera Duševina

## Campionesse

### Singolare
Venus Williams ha battuto in finale  Monica Niculescu con il punteggio di 6–2, 6–3.
- È il 44º titolo in carriera per Venus, il primo del 2012.

### Doppio
Andrea Hlaváčková /  Lucie Hradecká hanno sconfitto in finale  Irina-Camelia Begu /  Monica Niculescu per 6–3, 6–4.